# Igreja de Nossa Senhora do Rosário dos Pretos (Salvador)
A Igreja Nossa Senhora do Rosário dos Pretos é uma igreja católica de Salvador, Bahia. Construída no século XVIII, com decoração atual executada entre as décadas de 1870 e 1890, está localizada no Centro Histórico de Salvador, na ladeira do Pelourinho. É parte do centro histórico da cidade declarado Patrimônio Mundial pela UNESCO. 

## História
No Brasil Colônia, os negros escravos e alforriados (forros) eram particularmente devotos de Nossa Senhora do Rosário, São Benedito, Santa Ifigênia, Santo Elesbão e alguns outros santos. De acordo com frei Agostinho de Santa Maria, desde os inícios do século XVII os escravos e forros veneravam Nossa Senhora do Rosário num altar da Sé da Bahia, em Salvador. Esta imagem foi trasladada  para  a Igreja Nossa Senhora do Rosário dos Pretos após a sua conclusão. Como outros grupos da colônia, também os negros se organizavam em agrupações religiosas de ajuda mútua, as chamadas irmandades ou confrarias. Na segunda metade do século XVIII, quase todas as freguesias de Salvador possuíam alguma irmandade de negros.
A Irmandade de Nossa  Senhora  do Rosário de Salvador  foi formalmente constituída em 1685, foi uma das primeiras irmandades negras do Brasil, sendo antecedida somente pelas de Olinda (meados do século XVI), Recife (1654), Rio de Janeiro (meados do século XVII) e Belém do Pará (1682). A irmandade foi elevada à Ordem Terceira em julho de 1899. As irmandades de negros começavam reunindo-se nos altares laterais de igrejas matrizes ou conventuais, mas em 1704 a do Rosário reuniu o dinheiro necessário e recebeu a permissão do arcebispo D. Sebastião Monteiro de Vide para a construção de uma igreja própria nas Portas do Carmo. O nome se refere à existência na zona de uma das portas da cidade fortificada, por onde saía o caminho (atualmente a ladeira do Pelourinho) até o Convento do Carmo. Na zona também estava localizado o Quartel do Carmo, onde se alojavam os soldados que defendiam essa entrada da cidade.
A construção da Igreja do Rosário foi um processo lento, quase um século, pois a irmandade era relativamente pobre e os irmãos da confraria doavam seu trabalho para a construção em suas horas livres. A partir de 1718 a igreja foi também matriz da recentemente criada freguesia do Senhor do Passo, situação que continuou até cerca de 1740. Inicialmente foi edificado o corpo da igreja; a elaborada fachada e as torres só foram levantadas a partir de 1780, sob a direção do mestre-de-obras Caetano José da Costa. Também por essa época o edifício ganhou dois corredores laterais.
Na segunda metade do século XIX o interior da igreja foi redecorado, ganhando novos altares em estilo neoclássico e pinturas. O retábulo do altar-mor, de 1871 e inspiração neoclássica, é de autoria do entalhador João Simões F. de Souza. A pintura do teto da nave e do altar-mor é da mesma época, feita pelo artista José Pinto Lima dos Reis. Entre 1873 e 1875, a fachada foi alterada com a construção de duas novas portas, ao lado da porta principal. No final do século XIX, outras  melhorias foram realizadas, como a construção de um altar na sacristia (1894) e o douramento da igreja (1895).

## Características

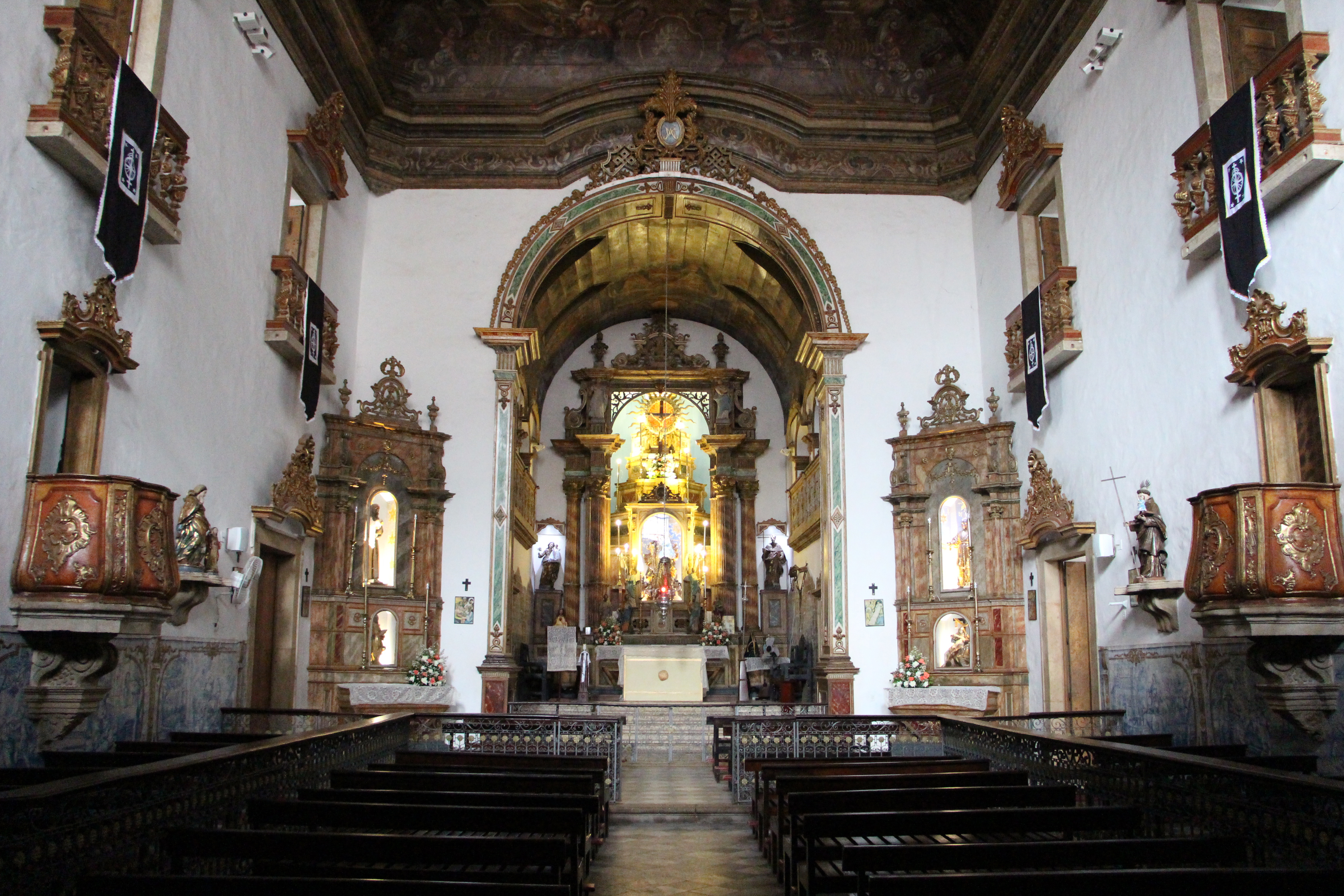
Igreja do Rosário dos Pretos: interior e capela-mor

A Igreja do Rosário dos Pretos, começada em 1704, é um edifício imponente, ao qual se tem acesso por um pequeno adro gradeado. A fachada possui um corpo central em dois pavimentos, coroado por um frontão de empenas em volutas, e ladeado por campanários cujo arremate é um coruchéu em bulbos superpostos revestidos de azulejos. Ao rés-do-chão existem cinco portas, sendo que a central é mais ampla,em cantaria, e emoldurada por um discreto frontispício, e acima delas, cinco janelas de delicado desenho. O desenho da fachada, construída a partir de 1780, é atribuído ao mestre-de-obras Caetano José da Costa.

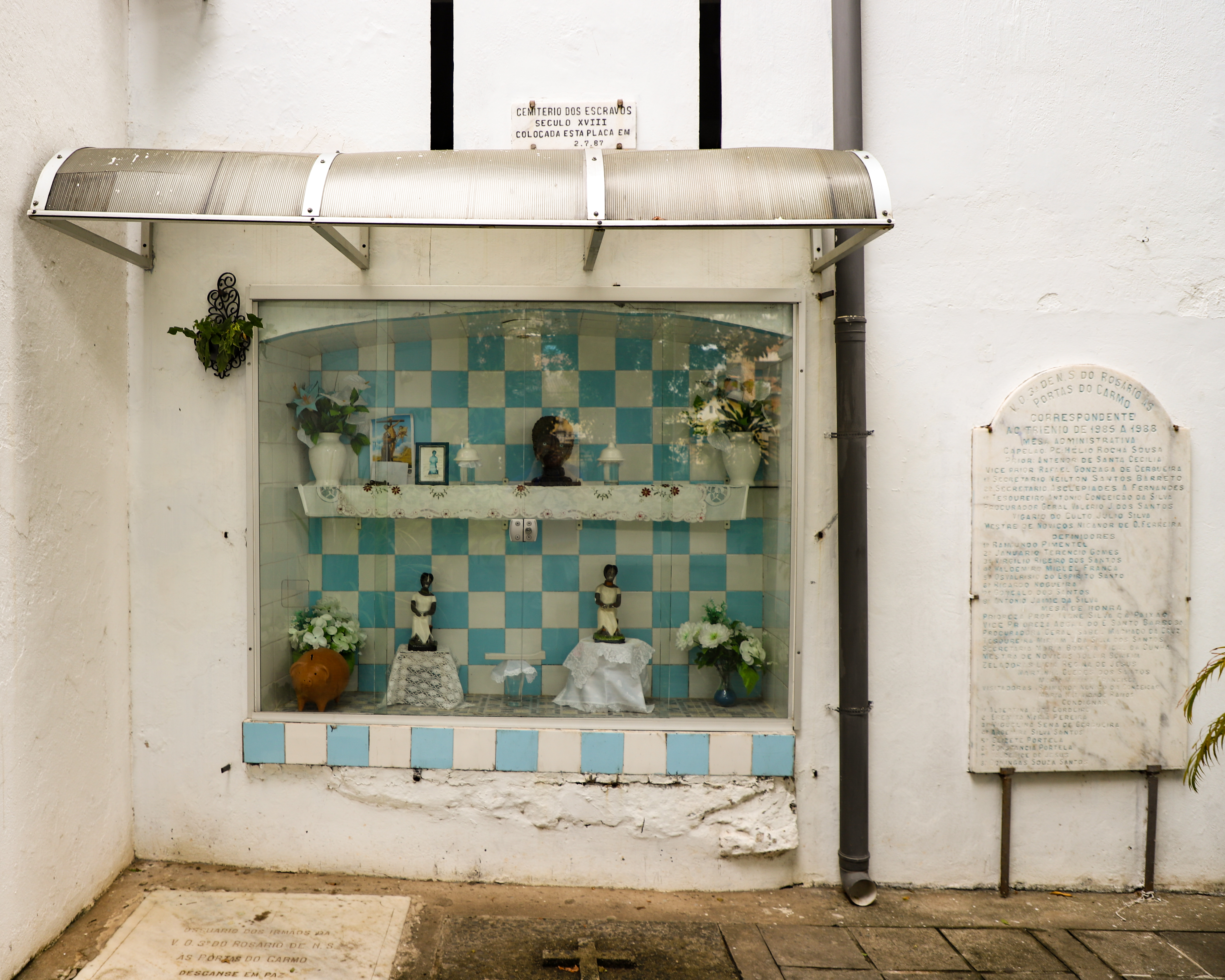
Cemitério dos Escravos

Sua planta é composta de uma nave central com corredores laterais. No interior, destacam-se os azulejos sobre a devoção à Nossa Senhora do Rosário de Lisboa e à vida de São Domingos, fabricados em Portugal e datados de c. 1790, estima-se que estes azulejos foram elaborados pela Real Fábrica do Rato. Os altares são em estilo neoclássico, realizados na década de 1870 pelo entalhador João Simões F. de Souza. Nos altares há imagens coloniais, destacando-se entre elas uma Nossa Senhora do Rosário do século XVII, venerada na antiga Sé da Bahia, além de imagens de Santo Antônio de Categeró (ou Santo Antônio de Catigerona), São Benedito, Santa Bárbara e um Cristo crucificado em marfim. O forro da nave foi pintado em 1870 por José Pinto Lima dos Reis, com a imagem de Nossa Senhora do Rosário ao centro e ao seu lado São Domingos e São Pedro Mártir, com alegorias dos quatro continentes.
Nos fundos da igreja existe um antigo cemitério de escravos. Preservando sua história ligada aos negros, a liturgia dos cultos faz uso de música inspirada nos terreiros de Candomblé. É um exemplo do sincretismo baiano, com a Terça da Bênção, quando são utilizados instrumentos de candomblé para acompanhar a missa. Nas datas comemorativas de Santa Bárbara e Iansã a igreja é o ponto central dos festejos.